# Корн (вес)

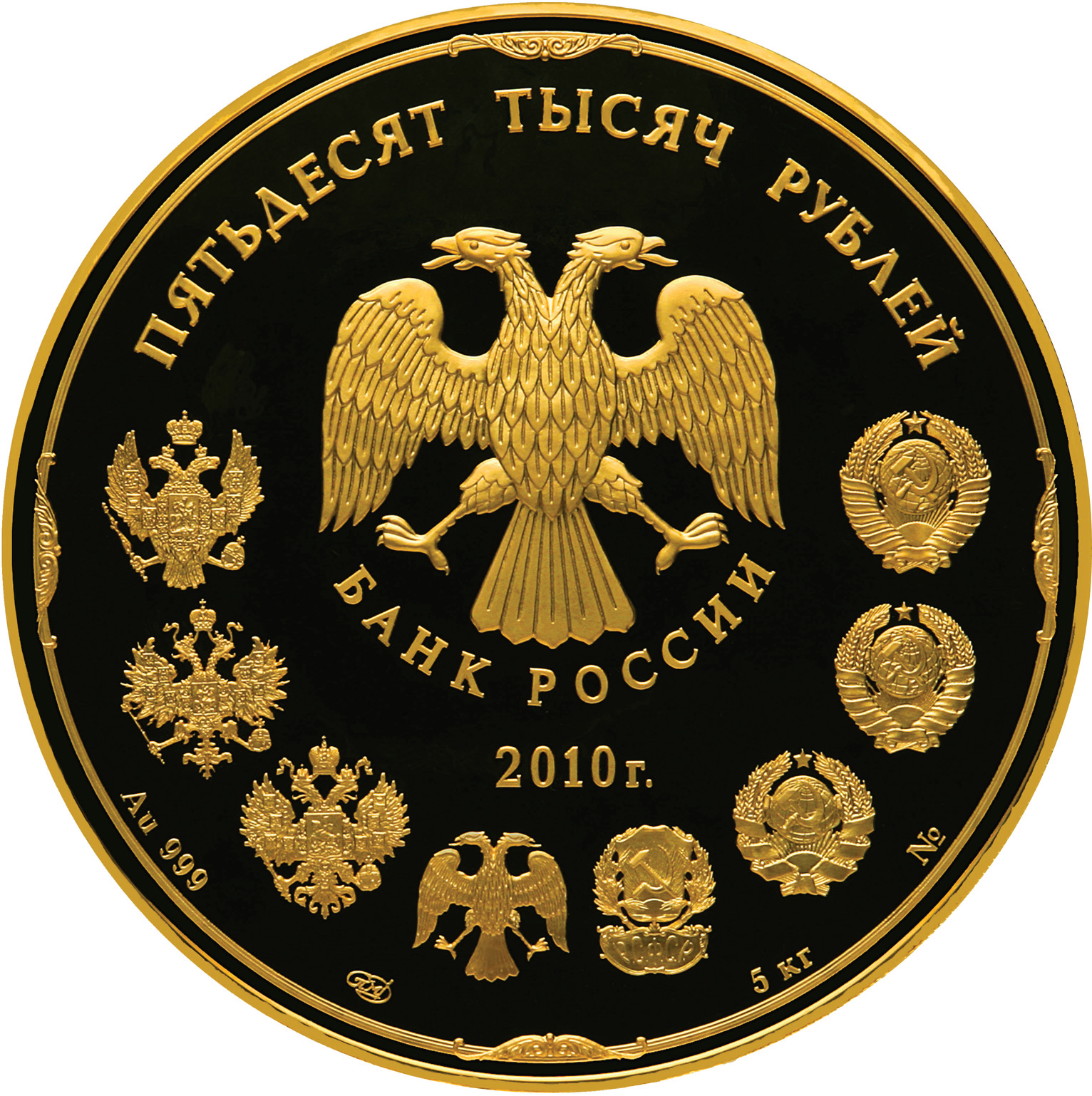
Аверс золотой монеты, с указанием 999 пробы золота и веса — 5 кг

Корн (от нем. korn — зерно) — чистый вес драгоценного металла в монете. Каждая монета имеет прописанную массу (общий вес), но, в случае содержания в монете примесей других металлов, говорят о чистой массе драгоценного металла (корне). Соотношение между общим и чистым весом регулируется монетной стопой. Чем меньше чистый вес, тем хуже монетная стопа. В отличие от пробы, корн показывает абсолютный вес драгоценного металла в монете, тогда как проба — относительное его содержание, то есть пробой является регулируемое монетной стопой соотношение корна к общему весу монеты. Только корн определяет стоимость полноценной ходячей монеты.

## Единицы измерения
До 1927 года в России и СССР использовалась золотниковая система проб, а в 1927 году была принята метрическая система, где проба определяется в тысячных долях. Существует также множество других систем проб, различающихся как по странам, так и по периоду обращения. Однако, как проба, так и корн имеют одинаковые единицы измерения (если не учитывать, что проба — это долевая пропорция). Именно поэтому корн также выражался в золотниках (4,26576 грамм), граммах или тройских унциях (31,1035 грамм) в соответствующий временной период. Сегодня для измерения веса драгметалла в монете во всём мире используется тройская унция, однако для больших по весу монет применяются килограммы.